# Bionic Commando (videogioco 1988)
Bionic Commando (ヒットラーの復活: Top Secret?, Hittorā (Hitler) no Fukkatsu: Toppu Shīkuretto) è un videogioco sviluppato e pubblicato da Capcom nel 1988 per Nintendo Entertainment System. Adattamento del videogioco arcade Bionic Commando distribuito l'anno precedente, il gioco ha subito numerose censure nella localizzazione in lingua inglese, rimuovendo ogni riferimento ad Adolf Hitler, ai nazisti e alla svastica, sostituita da un'aquila.